# 1996年严打
1996年严打，是中华人民共和国的第二次严打行动，时间从1996年4月到1997年2月。

## 治安状况
90年代，由于处于经济、社会、文化的转型期，再加上港台、西方影视作品和生活方式的影响，人们受到拜金、犯罪的蛊惑。社会又出现了改革开放以来的又一个犯罪高峰。这一时期，涉枪犯罪、毒品犯罪和黑社会团伙犯罪引发的大案频出。
- 周里京妻子命案

天津民工王玉明、刘滨曾在北京市的著名演员周里京家装修，因此心生歹意，1994年7月6日，两人潜入周里京家抢劫，周里京在西安拍戏，呆在家里的妻子傅春英被王玉明、刘滨杀害。
- “邵县长”黑势力

在鄱阳湖北岸的都昌县，从小练习散打功夫的农民邵银初，纠集了刘光华、陈建华、邵川海等同伙，邵银初黑社会团伙组成摩托车队，到处碰瓷敲诈。邵银初在当地以“邵县长”自居，都昌县城商铺天没黑就要关门避祸，都昌小孩上学、女工上班都要有人护送，警察也不敢惹他们。

## 严打行动

### 会议决定
1996年3月，两会召开，很多全国人大代表、政协委员都对当前混乱的社会治安状况提出意见，要求中央用行动整顿社会治安秩序。中央决定开展第二次全国性的严打行动。时任公安部长的陶驷驹亲任“严打办公室”组长，督阵指挥全国公安机关开展严打。

### 严打部署
全国各地的严打重点不同：北京严打影响恶劣、久侦未破的大案，上海、河南严打流窜犯罪，广东严打毒品黑势力，新疆严打暴力犯罪团伙，山西严打团伙恶势力，广西、青海严打制贩枪支和毒品犯罪。

### 严打成果
这次严打行动，全国共打掉了9万多个犯罪团伙，抓获42万余名团伙成员。

## 争议

### 冤案
在1996年严打中，在“从快从严”的要求下，也出现了一些冤案，包括呼格吉勒图案、萧山五青年冤案等。
- 呼格吉勒图案

1996年4月9日，内蒙古自治区呼和浩特市毛纺厂发生一起奸杀案，毛纺厂年仅18周岁的职工呼格吉勒图发现女尸并报案，却被认定为凶手。仅仅61天后，呼和浩特中级人民法院判决呼格吉勒图死刑，并立即执行。此案还被列为内蒙古严打期间成功案例。2005年10月，连环强奸杀人犯赵志红落网，交代96年毛纺厂奸杀案实为自己所做，呼格吉勒沉冤得雪。
- 萧山五青年冤案

1995年的3月和8月，杭州市萧山先后发生两起出租车劫杀案，两名出租车司机遇害。10月，车匪路霸田孝平在萧山欢潭乡岳驻村公路上持刀抢劫农用货车，被当场抓获。田孝平被认定为两起出租车劫杀案的嫌疑人，田孝平又将门卫陈建阳、厨师田伟东、水电工人王建平、轧钢厂工人朱又平四人指认为共犯。庭审中只有田孝平认罪，田伟东等其他四人均不认罪。不肯认罪的田伟东、陈建阳、王建平三人一审被判处死刑，三人上诉，终审改为死缓。田伟东回忆，审讯时遭到电警棍、粗木棍的刑讯逼供，两度咬舌自尽。2013年，经过审讯，有盗窃前科的项生源承认1995年3月遇害的女出租车司机徐彩华为自己所杀。此时，田孝平、田伟东等五人已经在萧山、新疆等地的监狱服刑了18年。